# Piperileno
Piperileno ou 1,3-pentadieno é um composto orgânico com fórmula estrutural CH
3–CH=CH–CH=CH
2
. É um hidrocarboneto volátil e inflamável. Corresponde a um dos cinco isômeros de posição do pentadieno.

## Reatividade e ocorrência
O piperileno é um dieno. Forma um sulfoleno quando tratado com dióxido de enxofre.
Além disso, é o produto da descarboxilação do ácido sórbico, um agente antimofo de amplo uso.
O piperileno é obtido como subproduto na produção de etileno a partir do petróleo bruto, na combustão de biomassa e na incineração de resíduos e de gases de exaustão. É utilizado como monômero na fabricação de plásticos, adesivos e resinas.